# Primo Maragliulo
Primo Maragliulo (Lecce, 14 maggio 1961) è un allenatore di calcio, dirigente sportivo ed ex calciatore italiano, di ruolo centrocampista, responsabile scouting delle giovanili del Lecce.

## Carriera

### Giocatore
Debutta in Serie B con il Lecce e dopo tre stagioni con i salentini passa al Campobasso, dove ottiene la promozione nel campionato 1981-1982. Disputa altri due campionati di Serie B con i molisani.

Ciarlantini e Maragliulo al Campobasso nella stagione 1983-1984

Dopo un anno al Brescia in Serie C1, dove si mette in evidenza realizzando 11 reti in 31 partite e vincendo il campionato, torna per un altro anno al Campobasso tra i cadetti. In seguito gioca per diverse stagioni in Serie C1 con le maglie di Monza, Casertana, Siracusa e Spezia, prima di chiudere la carriera tra i dilettanti con il Nardò.

### Allenatore
Nelle 1998-1999, 2008-2009 e 2009-2010 ha allenato gli Allievi Nazionali del Lecce, squadra di Serie B. Dal 2011 al 2013 ha invece allenato gli Allievi Regionali giallorossi.
Nella stagione 2013-2014 ha ricoperto l'incarico di allenatore in seconda della Virtus Lanciano, società di Serie B. Nella stagione 2015-2016 ha svolto il lavoro di allenatore della primavera della Virtus Lanciano.
Il 30 gennaio 2016 è stato promosso a tecnico della prima squadra, alla cui guida ha preso il posto dell'esonerato Roberto D'Aversa. Il 6 febbraio 2016, alla guida della Virtus Lanciano, ha esordito per la prima volta nella sua carriera come allenatore di una squadra professionistica e ha ottenuto una vittoria (2-0) sul campo del Vicenza. Ha mantenuto l'incarico sino alla fine della stagione agonistica, conclusasi con la retrocessione del Lanciano dopo i play-out e il fallimento della società abruzzese.
Nella stagione 2016-2017 allena il Nardò, in Serie D.
Nominato vice di Roberto Rizzo sulla panchina del Lecce per la stagione di Serie C 2017-2018, il 12 settembre 2017, dopo le dimissioni di Rizzo, è stato promosso allenatore ad interim della prima squadra con il compito di condurla nella partita casalinga in seguito vinta per 1-0 contro il Rende, valida per la 4ª giornata di campionato, in attesa della nomina ufficiale del nuovo allenatore, il cui incarico verrà ufficialmente affidato a Fabio Liverani a partire dalla giornata successiva.
Nell'agosto 2018 è chiamato ad allenare la squadra under 17 del Lecce.

### Dirigente
Nella stagione 2014-2015 ha lavorato come direttore sportivo al Pescara, in Serie B, per la quale ha svolto anche il ruolo di allenatore in seconda nella stessa stagione.

### Statistiche da allenatore
Statistiche aggiornate al 25 settembre 2024.
| Stagione        | Squadra         | Campionato      | Campionato | Campionato | Campionato | Campionato | Coppe nazionali | Coppe nazionali | Coppe nazionali | Coppe nazionali | Coppe nazionali | Coppe continentali | Coppe continentali | Coppe continentali | Coppe continentali | Coppe continentali | Altre coppe | Altre coppe | Altre coppe | Altre coppe | Altre coppe | Totale | Totale | Totale | Totale | % Vittorie | Piazzamento       |
| Stagione        | Squadra         | Comp            | G          | V          | N          | P          | Comp            | G               | V               | N               | P               | Comp               | G                  | V                  | N                  | P                  | Comp        | G           | V           | N           | P           | G      | V      | N      | P      | %          | Piazzamento       |
| --------------- | --------------- | --------------- | ---------- | ---------- | ---------- | ---------- | --------------- | --------------- | --------------- | --------------- | --------------- | ------------------ | ------------------ | ------------------ | ------------------ | ------------------ | ----------- | ----------- | ----------- | ----------- | ----------- | ------ | ------ | ------ | ------ | ---------- | ----------------- |
| 2001-2002       | Casarano        | D               | 4          | 1          | 1          | 2          | CI-D            | 2               | 0               | 1               | 1               | -                  | -                  | -                  | -                  | -                  | -           | -           | -           | -           | -           | 6      | 1      | 2      | 3      | 16,67      | Eson.             |
| 2002-2003       | Crociati Noceto | D               | 12         | 1          | 2          | 9          | CI-D            | 2               | 1               | 0               | 1               | -                  | -                  | -                  | -                  | -                  | -           | -           | -           | -           | -           | 14     | 2      | 2      | 10     | 14,29      | Eson.             |
| 2005-2006       | Copertino       | Ecc.            | 34         | 14         | 8          | 12         | CI-Ecc.         | 9               | 6               | 2               | 1               | -                  | -                  | -                  | -                  | -                  | -           | -           | -           | -           | -           | 43     | 20     | 10     | 13     | 46,51      | 8º                |
| gen.-giu. 2016  | Virtus Lanciano | B               | 18+2       | 7          | 5          | 6+2        | CI              | -               | -               | -               | -               | -                  | -                  | -                  | -                  | -                  | -           | -           | -           | -           | -           | 20     | 7      | 5      | 8      | 35,00      | Sub., 19º (retr.) |
| lug.-set. 2016  | Nardò           | D               | 2          | 0          | 0          | 2          | CI-D            | 1               | 0               | 1               | 0               | -                  | -                  | -                  | -                  | -                  | -           | -           | -           | -           | -           | 3      | 0      | 1      | 2      | &0,00      | Eson.             |
| set. 2017       | Lecce           | C               | 1          | 1          | 0          | 0          | CI+CI-C         | -               | -               | -               | -               | -                  | -                  | -                  | -                  | -                  | -           | -           | -           | -           | -           | 1      | 1      | 0      | 0      | 100,00&    | Sub., ad interim  |
| Totale carriera | Totale carriera | Totale carriera | 73         | 24         | 16         | 33         |                 | 14              | 7               | 4               | 3               |                    | -                  | -                  | -                  | -                  |             | -           | -           | -           | -           | 87     | 31     | 20     | 36     | 35,63      |                   |

## Palmarès

### Giocatore
- Campionato italiano Serie C1: 1

Brescia: 1984-1985 (girone A)